# منتخب هونغ كونغ لكرة الطائرة للسيدات
منتخب هونغ كونغ لكرة الطائرة للسيدات هو ممثل هونغ كونغ الرسمي في المنافسات الدولية في كرة طائرة للسيدات
.